# ريكس إيفرهارت
ريكس إيفرهارت (بالإنجليزية: Rex Everhart)‏ مواليد 13 يونيو 1920 في واتسكا - الوفاة 13 مارس 2000 في كونيتيكت، هو ممثل أمريكي بدأ مسيرته الفنية سنة 1951. امتدت مسيرته الفنية لأكثر من 41 عاما.

## الأعمال
- سوبرمان
- يوم الجمعة الثالث عشر
- يوم الجمعة الثالث عشر الجزء الثاني
- الجميلة والوحش

## روابط خارجية
- ريكس إيفرهارت على موقع IMDb (الإنجليزية)
- ريكس إيفرهارت على موقع ألو سيني (الفرنسية)
- ريكس إيفرهارت على موقع ميوزك برينز (الإنجليزية)
- ريكس إيفرهارت على موقع تيرنر كلاسيك موفيز (الإنجليزية)
- ريكس إيفرهارت على موقع أول موفي (الإنجليزية)
- ريكس إيفرهارت على موقع قاعدة بيانات برودواي على الإنترنت (الإنجليزية)
- ريكس إيفرهارت على موقع قاعدة بيانات الأفلام السويدية (السويدية)
- ريكس إيفرهارت على موقع ديسكوغز (الإنجليزية)
- ريكس إيفرهارت على موقع قاعدة بيانات الفيلم (الإنجليزية)
- ريكس إيفرهارت على موقع كينوبويسك (الروسية)